# Melvin Tchiknavorian
Melvin Tchiknavorian (Marsella, 3 de septiembre de 1997) es un deportista francés que compite en esquí acrobático. Ganó una medalla de plata en el Campeonato Mundial de Esquí Acrobático de 2025, en la prueba de campo a través por equipo.

## Medallero internacional
| Campeonato Mundial | Campeonato Mundial | Campeonato Mundial | Campeonato Mundial        |
| Año                | Lugar              | Medalla            | Prueba                    |
| ------------------ | ------------------ | ------------------ | ------------------------- |
| 2025               | Engadina (Suiza)   | Medalla de plata   | Campo a través por equipo |